# Бёври
Бёври́ (фр. Beuvry) — коммуна во Франции, регион О-де-Франс, департамент Па-де-Кале, округ Бетюн, кантон Бёври. Пригород Бетюна, примыкает к нему с юго-запада, в 3 км от центра города и в 3 км от автомагистрали А26 «Англия».
Население (2018) — 9331 человек.

## Достопримечательности
- Церковь Святого Мартина XVI века
- Шато XVIII века
- Манор (средневековое поместье) XVI века
- Старинная ветряная мельница

## Экономика
Бывший шахтёрский город, после закрытия угольных шахт в 60-х годах XX века переориентирован на лёгкую промышленность.
Структура занятости населения:
- сельское хозяйство — 0,7 %
- промышленность — 4,5 %
- строительство — 4,4 %
- торговля, транспорт и сфера услуг — 18,1 %
- государственные и муниципальные службы — 72,3 %

Уровень безработицы (2017) — 16,0 % (Франция в целом — 13,4 %, департамент Па-де-Кале — 17,2 %). 
Среднегодовой доход на 1 человека, евро (2017) — 18 590 (Франция в целом — 21 110, департамент Па-де-Кале — 18 610).

## Демография
Динамика численности населения, чел.

## Администрация
Пост мэра Бёври с 2008 года занимает член Социалистической партии Надин Лефевр (Nadine Lefebvre). На муниципальных выборах 2020 года возглавляемый ею левый список победил в 1-м туре, получив 63,19 % голосов.
| Период | Период | Фамилия        | Партия                         | Примечания                                                            |
| ------ | ------ | -------------- | ------------------------------ | --------------------------------------------------------------------- |
| 1971   | 1995   | Ноэль Жозеф    | Социалистическая партия        | член Генерального совета департамента, депутат Национального собрания |
| 1995   | 1997   | Доминик Жозьян | Союз за французскую демократию |                                                                       |
| 1997   | 2007   | Робер Азбрук   | Социалистическая партия        |                                                                       |
| 2007   | 2008   | Вольтер Бук    | Разные левые                   |                                                                       |
| 2008   |        | Надин Лефевр   | Социалистическая партия        | учительница, член Регионального совета Нор-Па-де-Кале                 |

## Города-побратимы
- Хемер, Германия

## Галерея

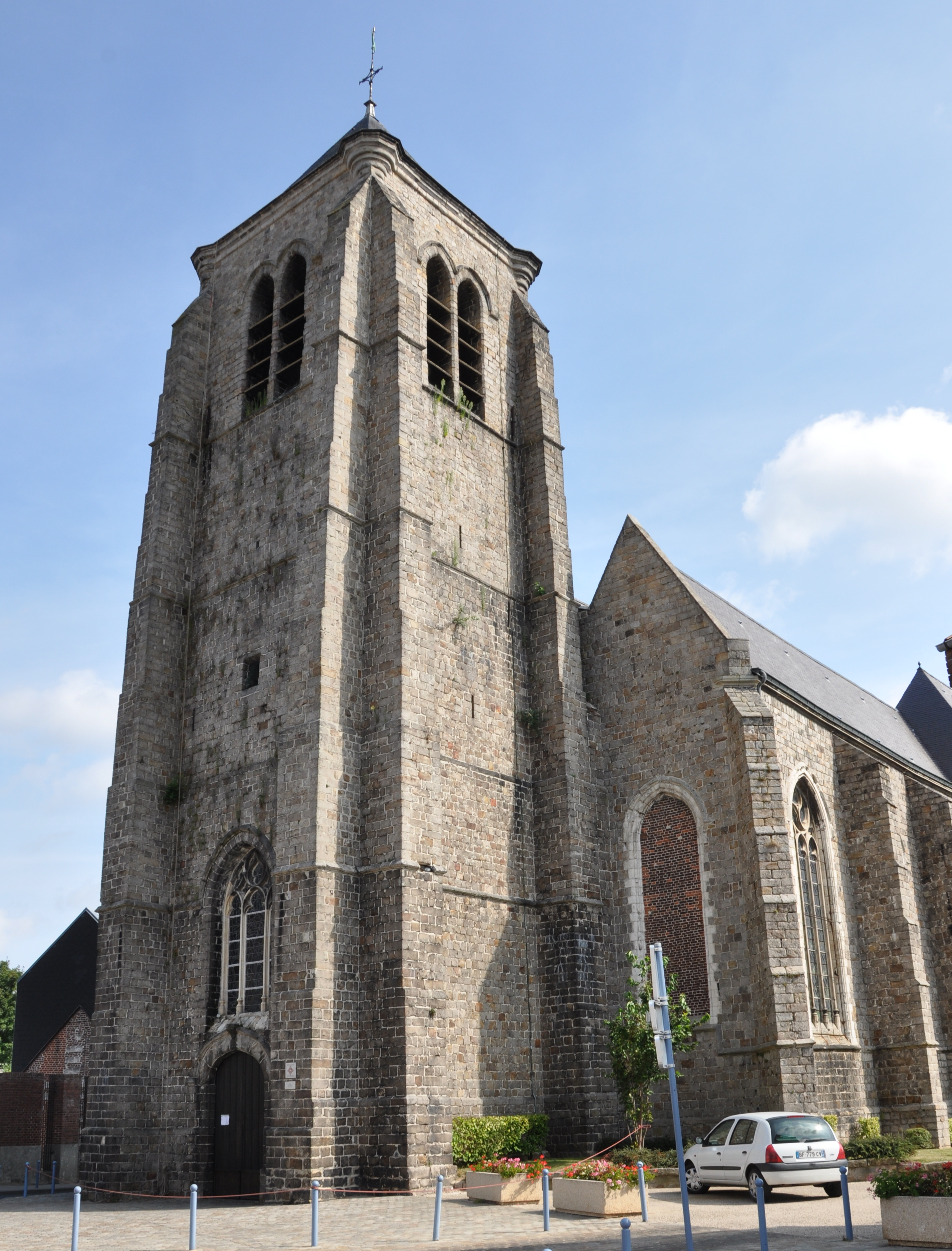
Церковь Святого Мартина
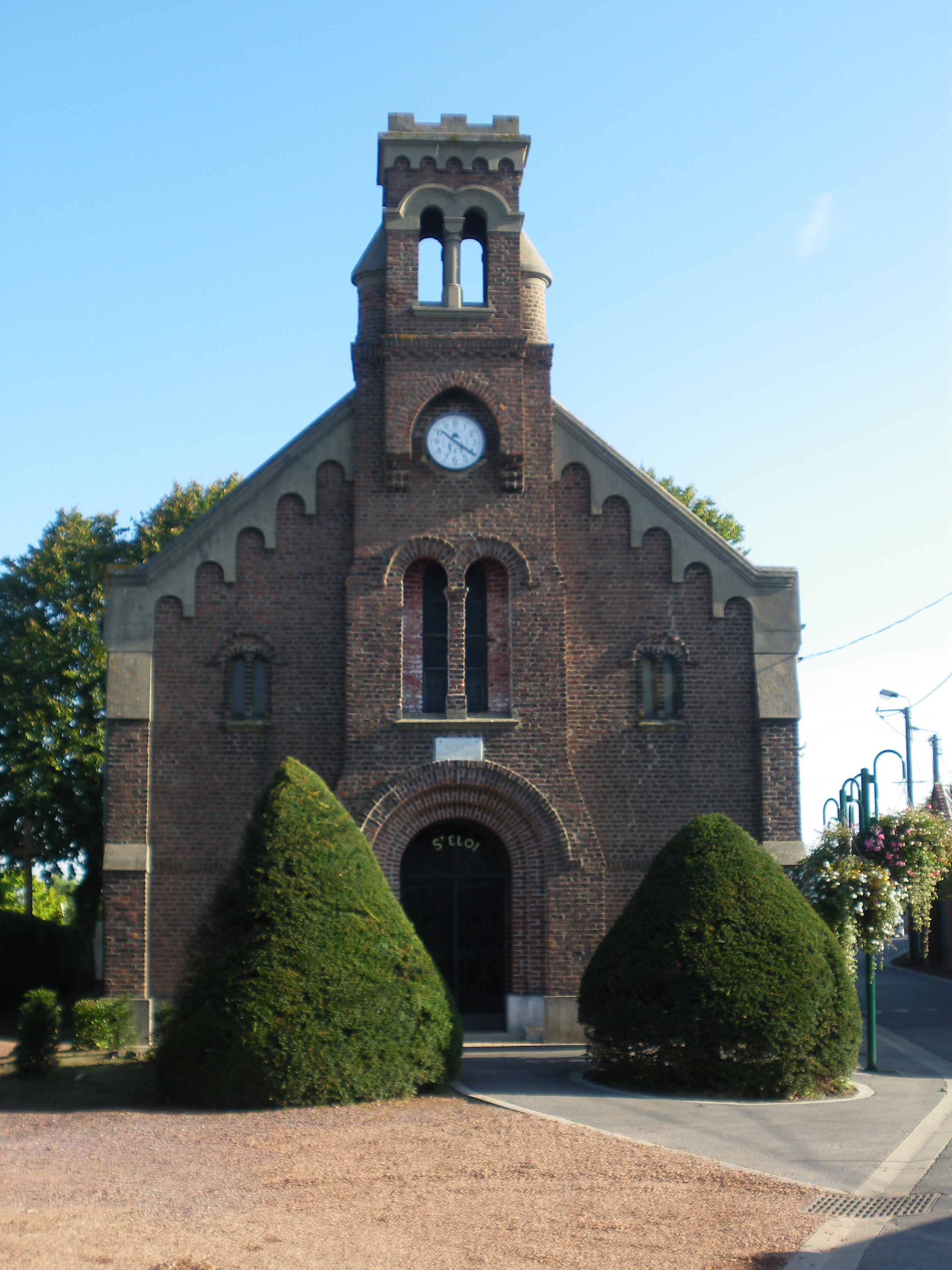
Часовня Святого Элуа

1. 1 2  база данных о французских коммунах — Национальный географический институт Франции, 2015.
2. ↑  https://data.geopf.fr/telechargement/download/GEOFLA/GEOFLA_2-2_COMMUNE_SHP_LAMB93_FXX_2016-06-28/GEOFLA_2-2_COMMUNE_SHP_LAMB93_FXX_2016-06-28.7z — 2016.